# シギンカラマツ
シギンカラマツ（紫銀唐松、学名：Thalictrum actaeifolium）は、キンポウゲ科カラマツソウ属の多年草。

## 特徴
根茎は木質で、肥厚せず匐枝を出さない。茎は直立してやや屈曲し、高さは10-70cmになり、細くて硬く、縦すじがあり、茎の上部で分枝する。根出葉は花期には枯れて存在しない。茎につく葉は互生し、葉身は2-3回3出複葉で、小葉は卵形から広卵形、または円形になり、長さ幅ともに1-7cm、縁は浅く3裂するか粗い鈍鋸歯となり、基部は円形またはやや心形になり、小葉柄がある。葉の裏面は粉白色を帯び、裏面に葉脈が隆起する。葉柄の基部に狭い托葉があり、膜質で暗褐色、縁は全縁、小葉柄の基部に小托葉は無い。
花期は7-9月。花序は径3-10cmの複散房花序で、白色の花をつける。花は径1cmになり、花柄は長さ0.5-1.5cmになる。萼片は4個あり、長さ4mmの広楕円形で、白色で背面は紅紫色を帯び、花時には落ちる。花弁はない。雄蕊は多数が輪状に並び長さ7mm、径8mm、葯は黄白色で長さ1mm、花糸は細い棍棒状で葯と同じ幅かやや広く、葯隔は突出しない。雌蕊は少数。果実は1花に2-5個つき、長さ4mmの狭卵状の痩果になり、縦に隆起する10稜があり、基部は無柄かごく短い柄がある。痩果の先端に長さ1.5mmの残存花柱があり、その先に強く反曲する残存柱頭がある。果柄は長さ5-17mmになる。染色体数は2n=14。

## 分布と生育環境
日本固有種。本州の関東地方南部以西、四国、九州に分布し、温帯林の林縁、林間の草地に生育する。森林が発達しない石灰岩地などに生育することが多い。

## 名前の由来
和名シギンカラマツは、「紫銀唐松」の意、牧野富太郎 (1940) は、『牧野日本植物圖鑑』において、「和名ハ紫銀唐松ニシテ其花紅采アル白色ナレバ姉妹品ノ紫錦唐松ニ對シテ之レヲ紫銀ト稱セシモノナラン」としている。また、清水建美 (1982) は、『日本の野生植物 草本II離弁花類』「キンポウゲ科カラマツソウ属」において、同属のシキンカラマツ Thalictrum rochebruneanum は、「花軸や茎が紫褐色を帯び，開花しても落ちない萼の紫色と葯の黄色の対比が美しいことから，名に紫錦を冠した」とし、本種については、「名は紫錦唐松に対して，これは花が白いところから紫銀を冠した」と説明している。
種小名（種形容語）actaeifolium は、「ルイヨウショウマ属 Actaea に似た葉の」の意味。

## 種の保全状況評価
国（環境省）でのレッドデータブックの選定はない。

都道府県のレッドデータ、レッドリストの選定状況は次のとおり。
| - 埼玉県-準絶滅危惧(NT) - 東京都-絶滅(EX) - 神奈川県-絶滅危惧IB類(EN) - 愛知県-準絶滅危惧(NT) | - 三重県-絶滅危惧II類(VU) - 滋賀県-分布上重要種 - 京都府-絶滅寸前種 - 大阪府-絶滅危惧I類 | - 兵庫県-Bランク - 奈良県-希少種 - 山口県-絶滅危惧IB類(EN) - 佐賀県-準絶滅危惧種 | - 熊本県-準絶滅危惧(NT) |

## ギャラリー

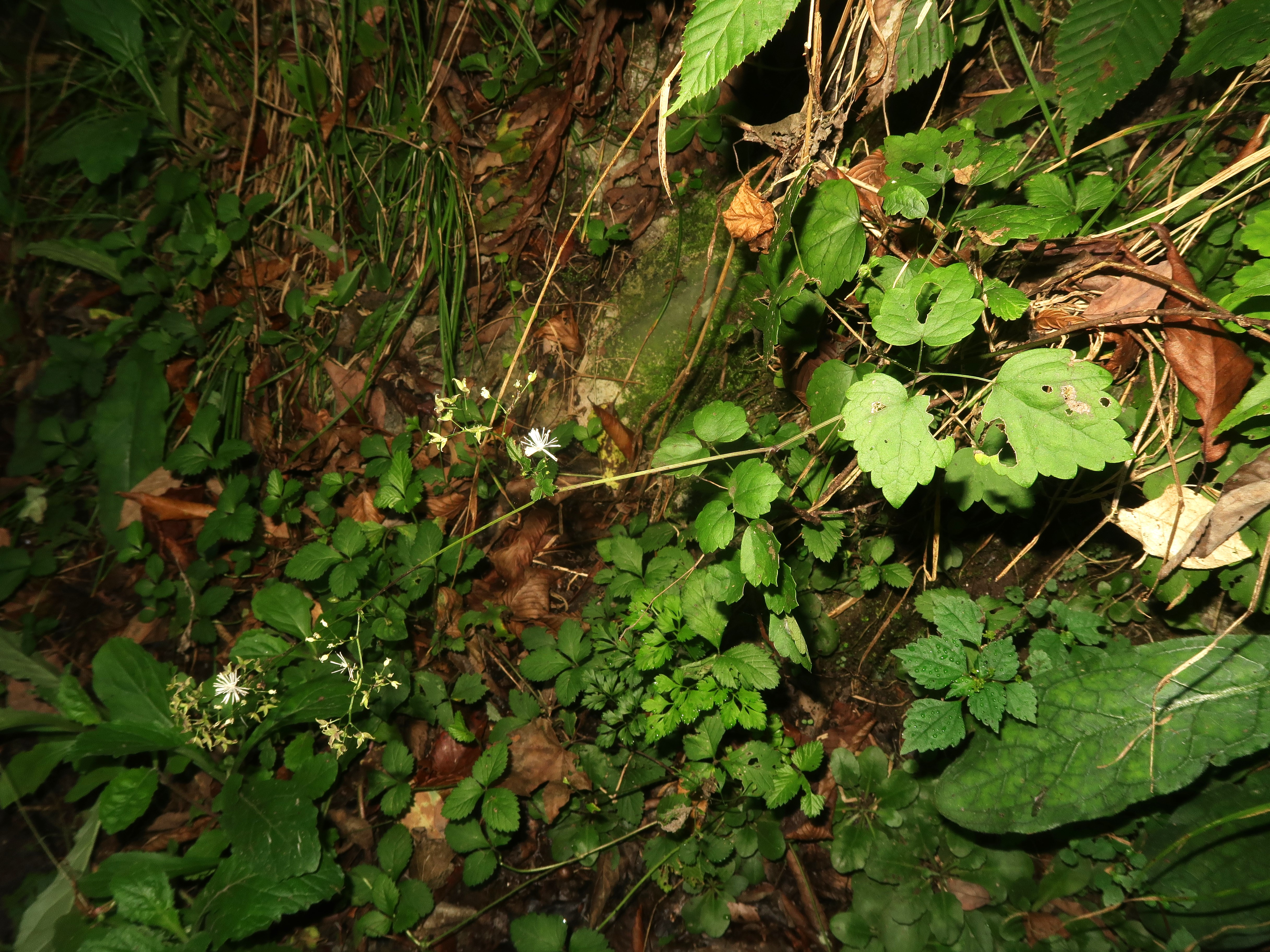
茎はやや屈曲し、細くて硬く、茎の上部で分枝する。
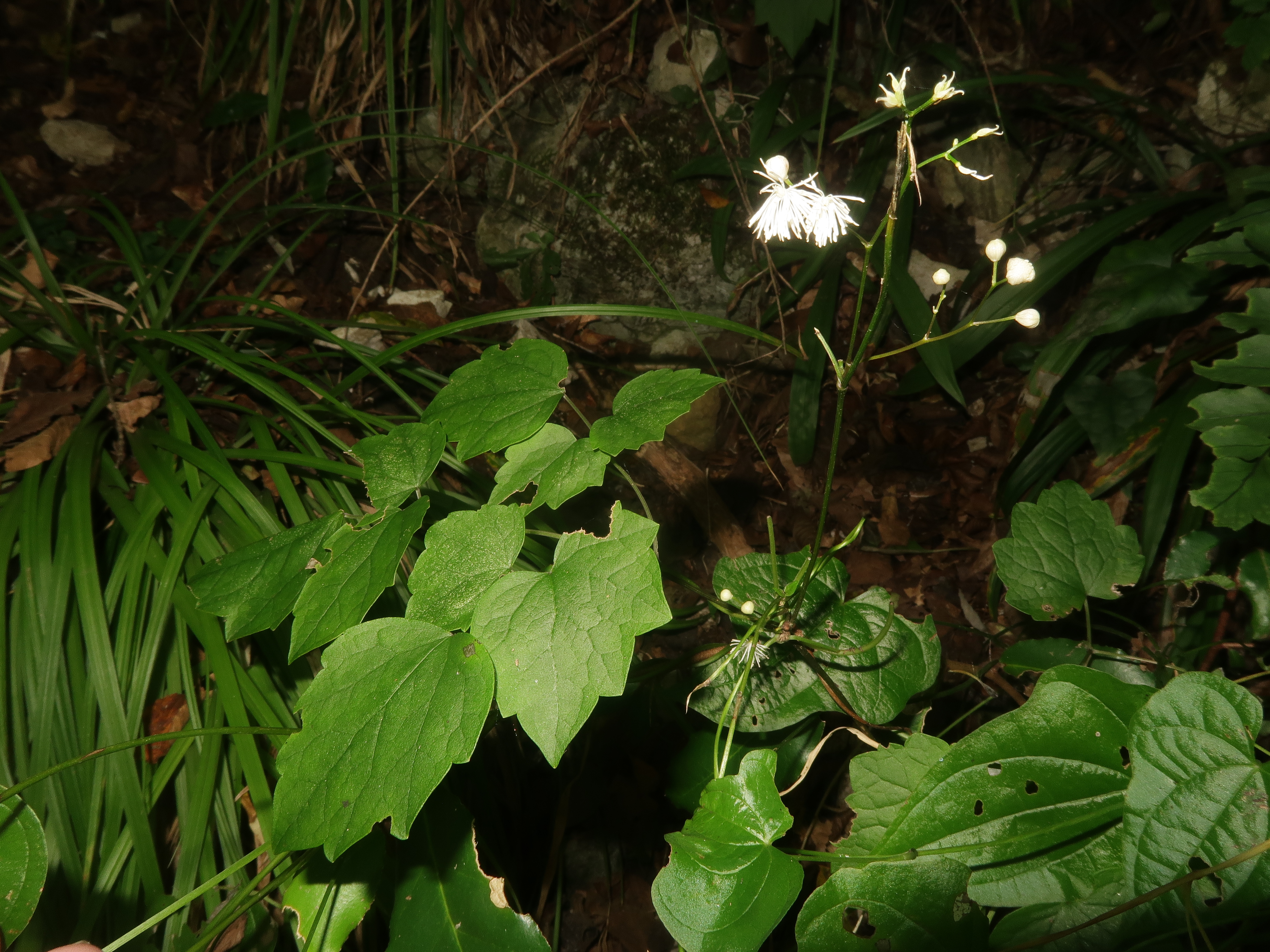
茎につく葉は互生し、葉身は2回3出複葉になる。
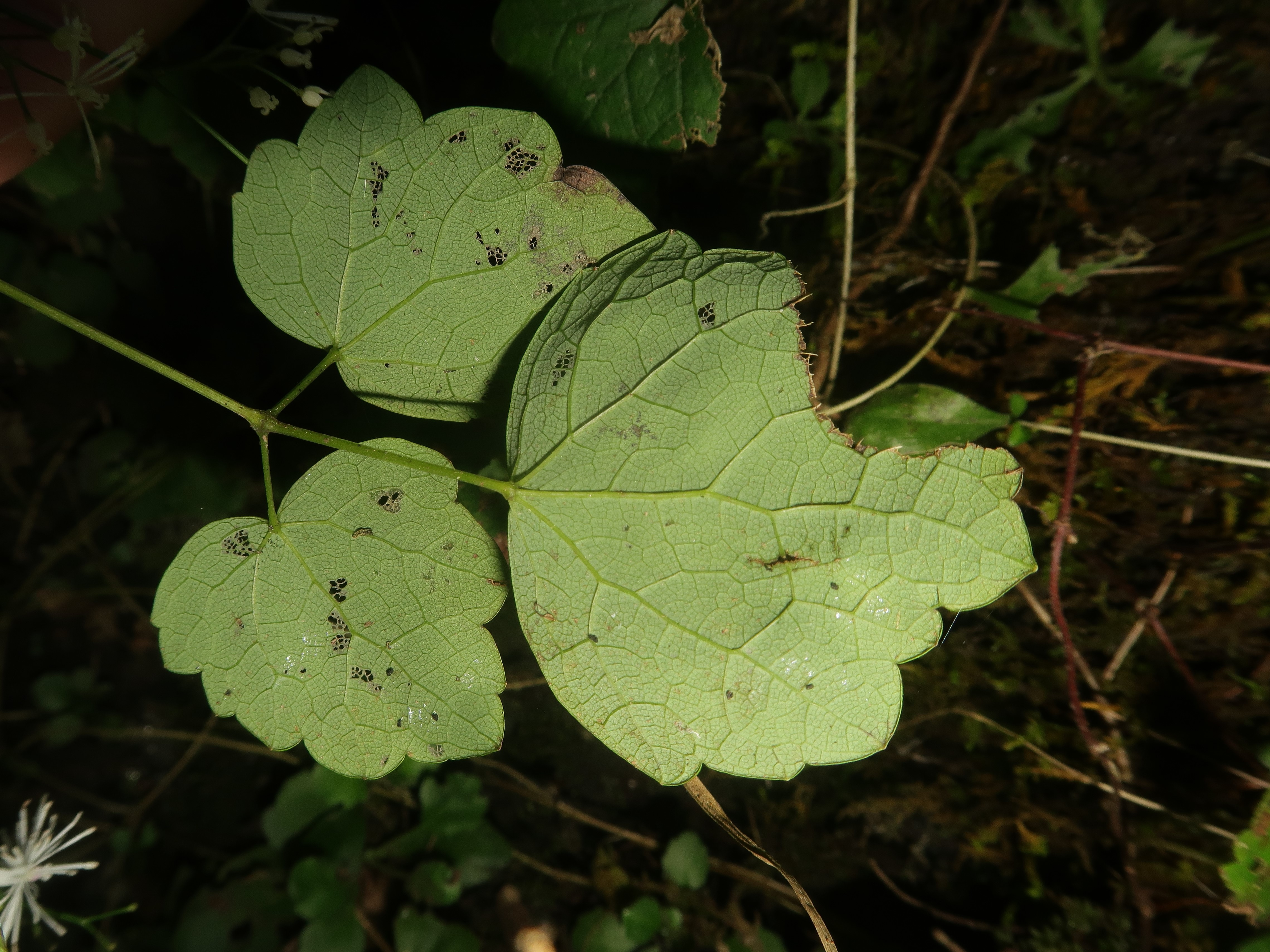
小葉に小葉柄がある。葉の裏面は粉白色を帯び、裏面に葉脈が隆起する。
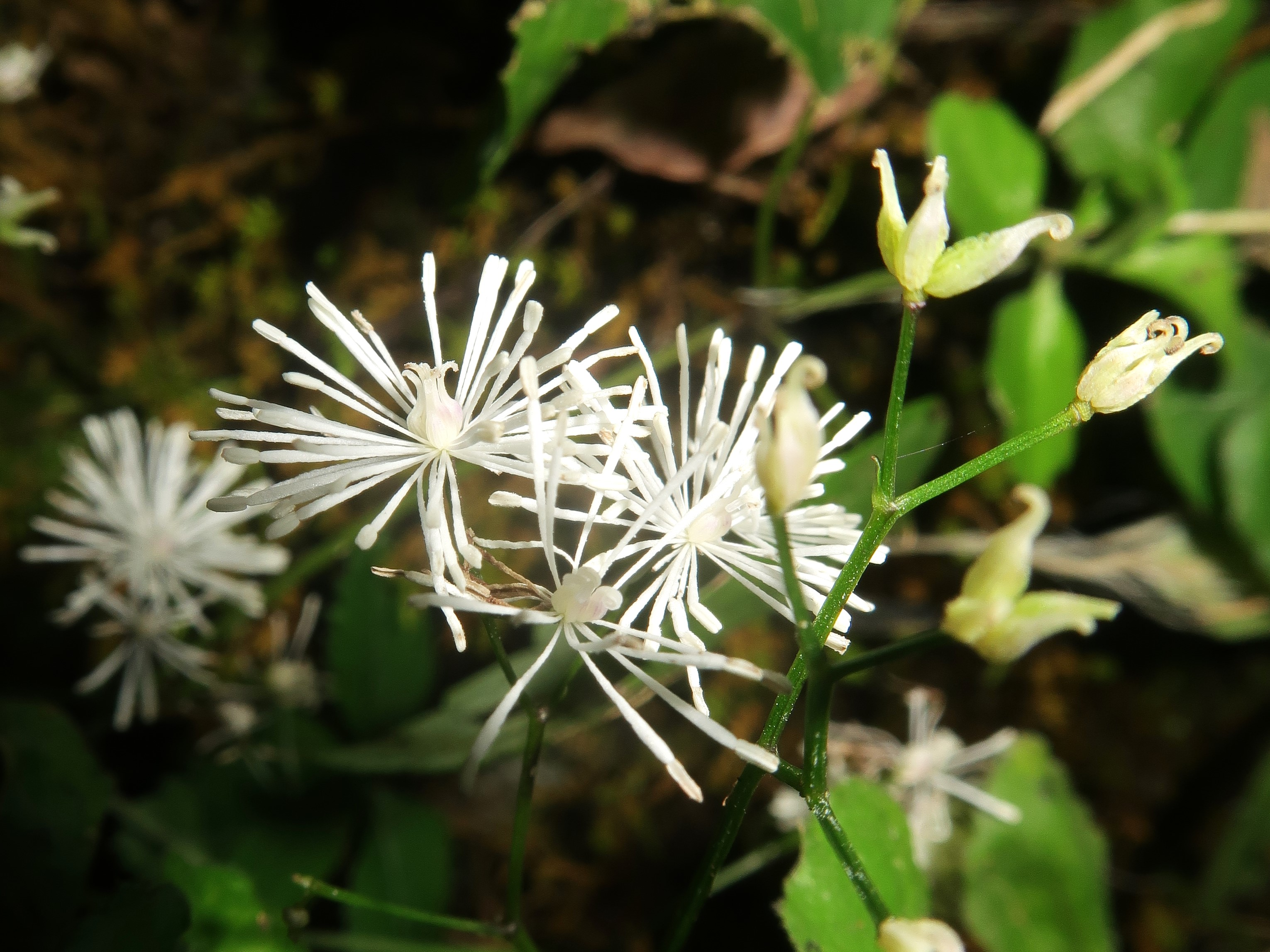
雄蕊は多数が輪状に並び、葯は黄白色、花糸は細い棍棒状で葯と同じ幅かやや広い。雌蕊は少数。
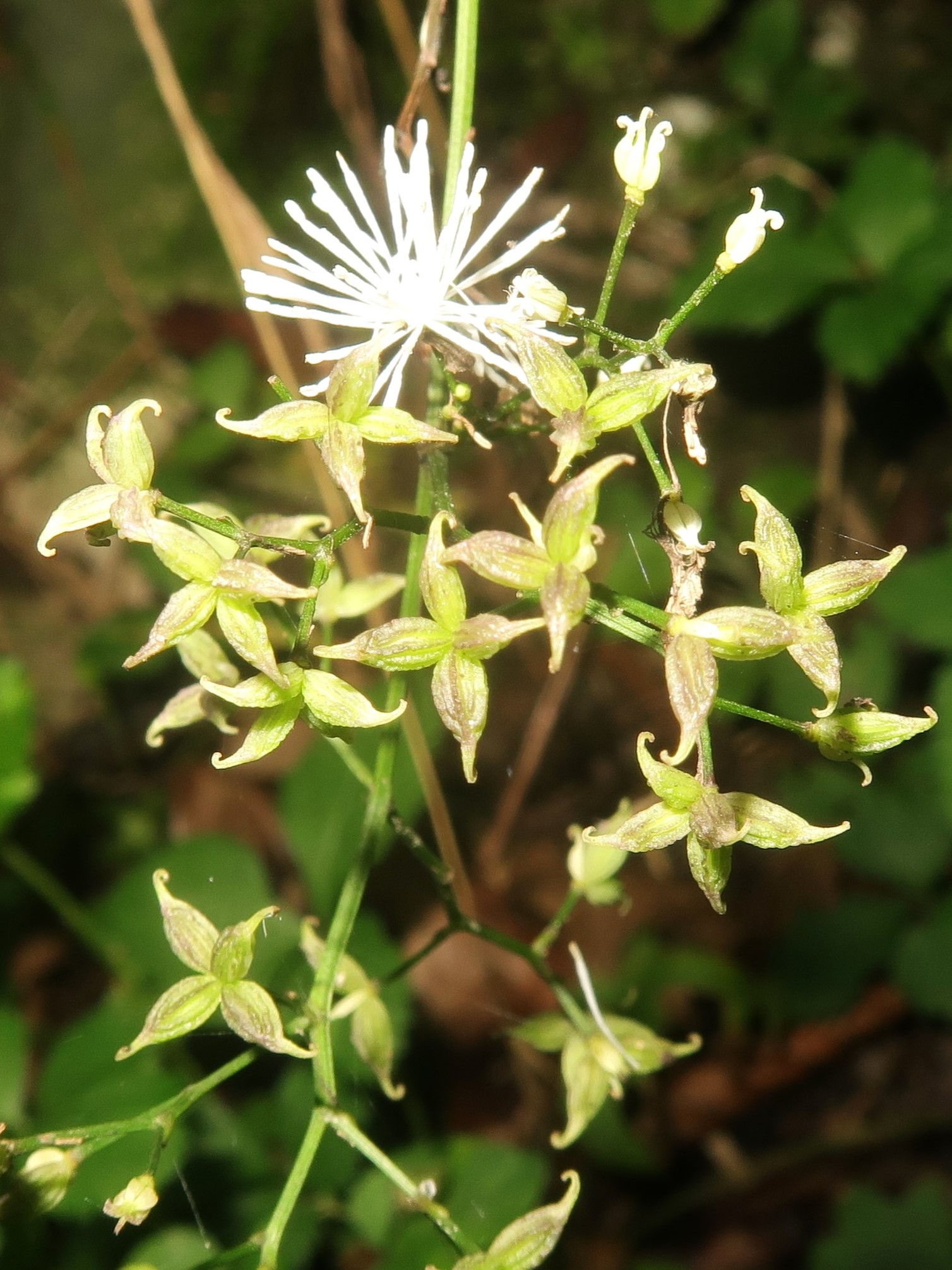
果実は1花に2-5個つき、狭卵状の痩果になり、縦に隆起する10稜があり、基部は無柄かごく短い柄がある。痩果の先端に残存花柱があり、その先に強く反曲する残存柱頭がある。

## 下位分類
チョウセンシギンカラマツ Thalictrum actaeifolium Siebold et Zucc. var. brevistylum Nakai (1937) - 早落性の萼片が淡い紅紫色で、痩果の先端の残存花柱が太く短いものを変種とする。朝鮮半島南部に分布する。変種名 brevistylum は、「短い花柱の」の意味。基本種と区別しない考えもある。